# Liste der Biografien/Zih
Liste der Biografien |
Portal Biografien |
Personensuche
# |
A |
B |
C |
D |
E |
F |
G |
H |
I |
J |
K |
L |
M |
N |
O |
P |
Q |
R |
S |
T |
U |
V |
W |
X |
Y |
Z |
?
 
Za |
Zb |
Zc |
Zd |
Ze |
Zf |
Zg |
Zh |
Zi |
Zj |
Zk |
Zl |
Zm |
Zn |
Zo |
Zr |
Zs |
Zu |
Zv |
Zw |
Zy |
Zz
 
Zia |
Zib |
Zic |
Zid |
Zie |
Zif |
Zig |
Zih |
Zij |
Zik |
Zil |
Zim |
Zin |
Zio |
Zip |
Zir |
Zis |
Zit |
Ziu |
Ziv |
Ziw |
Zix |
Ziy |
Ziz
Die Liste der Biografien führt alle Personen auf, die in der deutschsprachigen Wikipedia einen Artikel haben. Dieses ist eine Teilliste mit 10 Einträgen von Personen, deren Namen mit den Buchstaben „Zih“ beginnt.

## Zih

### Ziha
- Zihairi, Jasmina Al (* 1989), deutsche Schauspielerin

### Zihe
- Ziherl, Slavko (1945–2012), slowenischer Psychiater und Politiker

### Zihl
- Zihlman, Frederick Nicholas (1879–1935), US-amerikanischer Politiker
- Zihlmann, Andreas (* 1979), Schweizer Skilangläufer und Biathlet
- Zihlmann, Josef (1914–1990), Schweizer Volkskundler, Flurnamen- und Mundartforscher, Mundartdichter, Autor und Publizist.
- Zihlmann, Max (1936–2022), Schweizer DrehbuchautorMax Zihlmann (1936–2022)

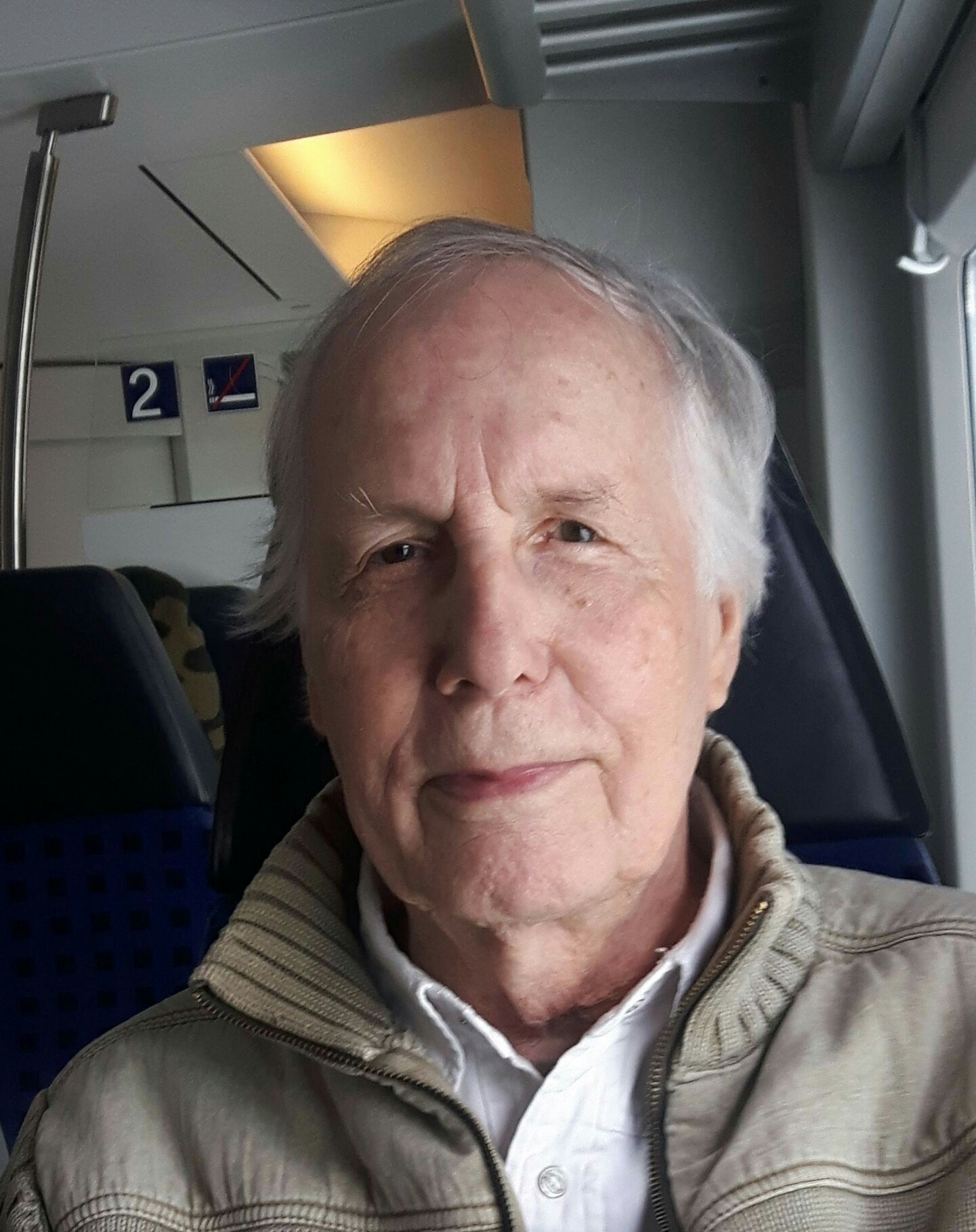
Max Zihlmann (1936–2022)

- Zihlmann, Nicole (* 1986), Schweizer Leichtathletin
- Zihlmann, Peter (* 1938), Schweizer Jurist und Publizist
- Zihlmann, Peter (* 1977), Schweizer Jazzmusiker (Piano, Komposition)

### Zihn
- Zihn, Johann Friedrich (1650–1719), deutscher evangelisch-lutherischer Geistlicher und Kirchenlieddichter